# Standarte (Alemania nazi)
En la Alemania nazi, el Standarte (pl. Standarten) era una unidad paramilitar del NSDAP, de las Sturmabteilung, del NSKK, del NSFK y de las Schutzstaffel. Traducido literalmente como "estandarte de regimiento", el nombre hace referencia a la bandera o estandarte que las formaciones paramilitares portaban en ceremonias y desfiles.

## LasSturmabteilung

Bandera del vehículo de mando del SA-Standarte, 1938-1945.

Las Sturmabteilung se organizaron en varios grandes grupos regionales (Gruppen). Cada Gruppe tenía Brigadas subordinadas (Brigaden). De 1934 a 1945, subordinadas a cada brigada había de 3 a 9 unidades más pequeñas del tamaño de un regimiento llamadas Standarten. Los SA-Standarten operaba en todas las ciudades importantes de Alemania y se dividían en unidades aún más pequeñas, conocidas como Sturmbanne (3 a 5 Sturmbanne por Standarte) y Stürme.

### ElSA-Standarte"Feldherrnhalle"
Después de la muerte de Ernst Röhm en 1934, el nuevo SA-Stabschef Viktor Lutze reorganizó las SA para incluir la creación de un SA-Standarte, que constaba de seis batallones de voluntarios que tenían su sede en diferentes lugares de Alemania: custodiaba las sedes importantes de las SA, de los organismos estatales y del NSDAP en Berlín, Hannover, Hattingen, Krefeld, Múnich, Ruhr, Stetten y Stuttgart. Después de la anexión de Austria de 1938, se estableció un séptimo batallón en Viena.
En septiembre de 1936, este SA-Standarte recibió el título honorífico de “Feldherrenhalle” para conmemorar el putsch de Múnich. En el cumpleaños de Hermann Göring, el 12 de enero de 1937, Lutze nombró a Göring Comandante honorario del SA-Standarte "Feldherrnhalle", quien transfirió el control de la unidad a la Luftwaffe. Ahora se requería que los miembros recibieran entrenamiento militar, así como instrucción como paracaidistas. En 1938, el Regimiento se movilizó para su uso en la ocupación de Sudetenland.
Cuando Alemania invadió Polonia en 1939, los miembros del SA-Standarte fueron transferidos al recién formado Fallschirmjäger-Regiment 2, mientras que otros miembros fueron transferidos al Batallón de Infantería “Feldherrnhalle”, que formaba parte del 271.º Regimiento de Infantería del Ejército Alemán. Los miembros del SA-Standarte "Feldherrnhalle" continuaron sirviendo en las SA hasta mayo de 1945.

### El Cuerpo de Automovilistas Nacionalsocialistas
De manera similar a las Sturmabteilung, cada Motorbrigade del NSKK incluía 3-5 Motorstandarten. Existió un NSKK Transportstandarte Speer desde mayo de 1940 hasta junio de 1941 (más tarde actualizado a NSKK Transportbrigade), mientras que un NSKK Transportstandarte Todt existió desde septiembre de 1939 hasta mayo de 1940 (más tarde elevado a NSKK Transportbrigade).

## LasSchutzstaffel

Bandera del vehículo de mando del SS-Standarte 34.

El SS-Standarte era la unidad principal de las Allgemeine SS, llamado así por el término de un "estandarte de regimiento" o bandera. Los Standarten estaban organizados en formaciones del tamaño de un regimiento, cada una con su propio número, pero también se les conocía por otros nombres, como ubicación, un nombre popular o un título honorífico; generalmente miembros de las SS o del NSDAP asesinados antes de que los nazis obtuvieran el poder. Por ejemplo, el 18.º SS-Standarte en Königsberg se llamó "Ostpreußen" mientras que el 6.º SS-Standarte de Berlín se llamó "Graham Kämmer". Había 127 SS-Standarten. El rango estándar para el líder del Standarte era el de Standartenführer (coronel).
El SS-Standarte generalmente estaba dirigido por un SS-Standartenführer, incluía 3-4 Sturmbanne y tenía una fuerza de personal normal de 1.000 - 3.000 hombres. El SS-Standarte correspondía a un regimiento del Ejército. Los Sturmbanne I-III se formaron a partir de los miembros activos, mientras que el Sturmbann IV se consideró una unidad de reserva.
Todas las organizaciones de las SS, como las Allegemeine SS y las Reiter-SS, pero también las SS-Totenkopfverbände y las SS-Verfügungstruppe, se dividieron en varios Standarten. A partir de 1935, para disgusto de Heinrich Himmler, esta designación fue reemplazada por el término militar correspondiente, regimiento.
Después de que comenzara la Segunda Guerra Mundial, los Standarten comenzaron a hacerse más pequeños, algunos se convirtieron en compañías. A partir de 1945, la base de los Standarten de las Allegemeine SS formalmente comprendía 127 Standarten, la mayoría de los cuales, sin embargo, solo existían sobre el papel y ni siquiera habían alcanzado la fuerza nominal prescrita por Himmler.

### LasSS-Verfügungstruppe
Los SS-Standarten de las SS-Verfügungstruppe (SS-St./VT) surgieron en el otoño de 1934, cuando se establecieron el SS-Standarte "Deutschland" y el SS-Standarte "Germania".
En Berlín y sus alrededores, el "Stabswache Berlin" y el SS-Sonderkommando Crossen y Jüterbog recibieron el nombre de "Leibstandarte-SS Adolf Hitler" en 1937. Después de la anexión de Austria, el nuevo SS-Standarte "Der Führer" surgió de la fusión de las SS austro-alemanas y partes de las SS-Standarten "Deutschland" y de la Leibstandarte-SS Adolf Hitler.
A partir de marzo de 1935, el término "SS-Standarte" comenzó a ser reemplazado por el de "Regimiento" dentro de las SS-Verfügungstruppe; a partir de octubre de 1938, estas unidades ya no se llamaban oficialmente SS-Standarten de las SS-Verfügungstruppe, sino SS-Regiment.

#### ElSS-Standarte "Deutschland"
El SS-Standarte "Deutschland" se formó en 1934 como el SS-Standarte 2/VT a partir de las unidades Politischen Bereitschaften "Munich" (con base en Ellwangen) y "Württemberg" (con base en Jagst) y voluntarios austriacos. Cuando Hitler excluyó a la SS-Leibstandarte "Adolf Hitler" de la secuencia de numeración, la unidad pasó a llamarse SS-Standarte 1/VT y, en 1935, pasó a llamarse SS-Standarte "Deutschland" y también recibió su estandarte de Deutschland Erwache.
En el verano de 1937, la unidad se convirtió en la primera en estar completamente equipada con ropa de camuflaje militar moderno. El primer modelo SS-Tarnjacke fue diseñado por Wilhelm Brandt.

#### ElSS-Standarte "Germania"
El SS-Standarte "Germania" se estableció en 1934 como SS-Standarte 3/VT a partir de la unidad de Politische Bereitschaft "Hamburg". Cuando Hitler excluyó a la SS-Leibstandarte "Adolf Hitler" de la secuencia de numeración, la unidad pasó a llamarse SS-Standarte 2/VT y, en 1935, pasó a llamarse SS-Standarte "Germania". Fue rebautizado como SS-Standarte "Germania" en 1936 y también recibió su estandarte de Deutschland Erwache.
La unidad participó en la anexión de Austria y fue responsable de la seguridad durante la visita de Benito Mussolini a Alemania. Participó en la anexión de los Sudetes adscrita a unidades del ejército. Posteriormente sirvió como regimiento de guardia en Praga hasta julio de 1939. Participó en la invasión de Polonia adjunta al XIV Ejército la noche del 15 de septiembre de 1939, la infantería polaca en un temerario ataque con bayonetas masacró al regimiento motorizado de las SS "Germania" y sufrió grandes pérdidas y perdió la mayor parte de su armamento pesado y equipo de combate. El comandante del XIV Ejército alemán la retiró del frente.

### LasSS-Totenkopfverbände
El SS-Standarten de las SS-Totenkopfverbände (SS-T-St./WV) incluía a los guardias de los campos de concentración. Ya en enero de 1933, se asignó a hombres seleccionados de las SS bajo el mando del SS-Sturmbannführer Hilmar Wäckerle para inspeccionar los campos de concentración. Bajo su futuro comandante Theodor Eicke, estas SS fueron excluidas de las Schutzstaffel como tales. En 1934, un grupo de guardias del campo de concentración apoyó a la Leibstandarte durante la noche de los cuchillos largos.
Las SS-Wachverbände recibieron popularmente en 1936 el título de Totenkopf-SS, cuando se les permitió llevar en el parche del cuello derecho el símbolo de una calavera. Fueron considerados brutales y leales a su comandante de campo. El 29 de marzo de 1936, los hombres de Eicke fueron denominados oficialmente como SS-Totenkopfstandarten/Wachverbände. Theodor Eicke formó las SS-Sturmbanne a partir de los guardias de los campos de concentración independientes.
En abril de 1937, Theodor Eicke redujo las cinco SS-Sturmbanne a tres "SS-Totenkopfstandarten" independientes, ya que ahora tenía el control de 3.500 hombres. El personal permanente en Dachau se convirtió en el 1.º SS-Totenkopfstandarte "Alta Baviera", el personal del campo de concentración de Sachsenhausen se convirtió en el 2.º SS-Totenkopfstandarte "Brandenburg" y el personal permanente de Buchenwald se convirtió en el 3.º SS-Totenkopfstandarte "Thuringia". Después de la anexión de Austria en 1938, se estableció un 4.º SS-Totenkopfstandarte "Ostmark" en Mauthausen.

## Standartendestacados
- 1.º SS-Standarte: primer regimiento SS del orden de batalla de las Allgemeine SS.
- SA-Standarte Feldherrnhalle: una unidad de élite de las SA que custodiaba varias oficinas centrales nazis, incluida la sede suprema de las propias Sturmabteilung.